# Parafia Najświętszego Serca Pana Jezusa w Zagwiździu
Parafia Najświętszego Serca Pana Jezusa – rzymskokatolicka parafia położona przy ulicy Górki 4 w Zagwiździu. Parafia należy do dekanatu Zagwiździe w diecezji opolskiej.

## Historia parafii
Zagwiździe powstało w XVIII wieku za panowania Fryderyka II. Od czasów powstania miejscowość należała do parafii św. Rocha w Starych Budkowicach. W 1919 roku ustanowiono w Zagwiździu lokalię. W latach 1920–1921 wybudowano kościół, który został konsekrowany 8 października 1932 roku przez kardynała A. Bertrama. Parafię erygowano 1 października 1924 roku.
Proboszczem parafii jest ks. Krzysztof Kozimor.

## Zasięg parafii
Parafia obejmuje miejscowości:
- Zagwiździe,
- Grabice,
- Morcinek,
- Wojszyn.

### Szkoły i przedszkola
- Publiczne Szkoła Podstawowa w Zagwiździu,
- Publiczne Przedszkole w Zagwiździu.

## Duszpasterze

### Proboszczowie parafii
- ks. Franciszek Ogorek (1919–1953)
- ks. Edgar Soremba (1954–1981)
- ks. Reinhold Gallus (1982–2007)
- ks. Alfred Skrzypczyk (2007–2019)
- ks. Marek Krzewicki (2019)[3]
- ks. Krzysztof Kozimor (od 2019)[2]

## Grupy parafialne
- Duszpasterska Rada Parafialna,
- Szafarze,
- Organistka,
- Ministranci i ministrantki,
- Parafialny Zespół CARITAS[4].